# 1751 Herget
Herget (asteroide 1751) é um asteroide da cintura principal, a 2,3068997 UA. Possui uma excentricidade de 0,1730806 e um período orbital de 1 701,92 dias (4,66 anos).
Herget tem uma velocidade orbital média de 17,83240736 km/s e uma inclinação de 8,12687º.
Este asteroide foi descoberto em 27 de Julho de 1955 por Goethe Link Obs..